# Иън Смит
Иън Дъглас Смит (на английски: Ian Douglas Smith) (8 април 1919 – 20 ноември 2007) е британски военен пилот, премиер на Южна Родезия и на Република Родезия, политик в Република Зимбабве. В българските медии и политически документи от втората половина на ХХ век е известен като Ян Смит, вероятно заимствано от съветски източници.
Смит е министър-председател на британския доминион Южна Родезия от април 1964 г. до ноември 1965 г. Лидер е на движението на родезийските националисти за независимост на Южна Родезия и председател на партия Родезийски фронт. Министър-председател е на непризнатата Република Родезия от 1965 до 1979 г., после е опозиционен политик в наследилата я независима Република Зимбабве.

## Биография

### Ранни години
Роден е в Селукве, малък град с развито минно дело и селско стопанство, намиращ се на около 300 километра южно от столицата Солсбъри. Има 2 по-големи сестри.
Баща му Джон Дъглас Смит е шотландец от гр. Хамилтън, Шотландия. Имигрира през 1898 г. в Южна Родезия с намерения да работи като златотърсач, но вместо това започна с фермерство, автосервиз, открива магазини за продажба на месо и бакалски стоки в 4 мини в района на Селукве. Развъжда коне за спортни състезания и е сред известните спортни ездачи на Родезия. Председателства спортни клубове по ръгби и крикет. Изявява се не само като делови фермер и търговец, но е и много сериозно ангажиран в политическия живот в Южна Родезия. Служи в градската управа в Селукве. Капитан е на местните военни доброволци, председател е на Националния военен фонд. По време на Втората световна война участва в набиране на средства за военните нужди на Великобритания, за което е награден с Орден на Британската империя. Основател е в Селукве на масонската ложа.
Майка му Агнес Хъдсън е от Къмбрия, Англия. Основава в Селукве отделение на Женския институт на Родезия. Също е удостоена с Орден на Британската империя.
По личните спомени на Ян Смит родителите му са го възпитавали в твърдите британски морални традиции. и уважение към правата на човека от всякаква раса: „Баща ми говореше, че ние имаме право на своята половина от страната, негрите – на своята“. В същото време тази концепция предполага определено ниво на расова сегрегация спрямо негърското население и еднозначно социално доминиране на общините с бяло население.
След получаване на основно образование в местното училище Селукве Иън Смит постъпва в гимназията в Гверу. В училището е запален спортист – капитан е на училищни отбори по ръгби, крикет и тенис на маса. Впоследствие Смит отбеляза: „Бях напълно обсебен от спорта. Поглеждайки назад, признавам, че е трябвало да отделям повече време за учене и по-малко за спорта.“ След завършване на училище постъпва в Университета „Сесил Родс“ в Грехемстаун, Южна Африка, с изучаване на търговско дело.

### Военна служба
По време на Втората световна война прекъсва курса на обучение и преминава на служба в британските кралски ВВС, като с това заобикаля забраната на студентите да прекъсват обучението си поради постъпването си на действителна военна служба. След края на тренировъчния курс по летателна подготовка, той е произведен в чин лейтенант. Служи в Близкия изток, където в Баалбек се провежда обучение с изтребител Хоукър Хърикейн и след това като пилот от изтребителната авиация служи в окупирания от британците Южен Иран в защита на нефтената промишленост от евентуални въздушни атаки на Луфтвафе на Третия райх.
На 4 октомври 1943 г. при кацане в условията на пясъчна буря колесника на самолета се блъска в покрив на бомбоубежище и изтребителя се разбива. При катастрофата Ян Смит е с рани по лицето, счупена челюст, краката и рамото, а също и травма на гръбначния стълб. Пет месеца е на лечение в британската военна болница в Кайро. След изписване от болница, Смит отказва да се върна в Родезия, и е преведен в Корсика където става инструктор по полети в 237 „Родезийска ескадрила“ на Кралските ВВС. През лятото на 1944 г. 237 ескадрила е прехвърлена в Италия. На 22 юни „Супермарин Спитфайр“ пилотиран от Ян Смит е свален от немски ПВО над Паданското поле. Семейството от местните селяни му помага да се скрие от германски патрули и по-късно да установи контакт с местни партизани. В продължение на три месеца той участва заедно с тях в борбата срещу германците. Впоследствие е изпратен при партизани от френското съпротивително движение и след това в Лондон. В началото на 1945 г. е прехвърлен в 130 ескадра на кралските ВВС в Западна Германия. Войната Иън Смит завършва в Норвегия.
След войната Иън Смит завършва обучението си в Университета Родса и придобива бакалавърска степен по търговски дела. По време на обучението, Смит е избран за председател на студентския съвет. След завършването той купува ферма в околността на Селукве.

### В политиката
От 1948 г. води активна политическа дейност. Успешно участва в парламентарните избори през 1948 г. като кандидат от Либералната партия на Южна Родезия. Избран е от гр. Селукве в Законодателното събрание, като става най-младият депутат в историята на Южна Родезия. Впоследствие е избран за председател на Комитета за националните сметки . През 1953 г. подкрепя обединението на Северна Родезия (сега Замбия) и Нясаленд (сега Малави) във Федерация Родезия и Нясаленд и обединяването с Южна Родезия (сега Зимбабве) за създаването на Централноафриканската федерация (ЦАФ). По свое решение става член на Обединената федерална партия (UFP), учредена от министър-председателя Годфри Хаггинс (Godfrey Martin Huggins). В резултат на изборите 1953 г. е избран във Федералния Парламент като представител на провинция Мидлендс (Зимбабве).
След изборите през 1958 г. е назначен за главен партиен парламентарен организатор и представител на Парламентарната Асоциация общност на Нациите. Въпреки това, Ян Смит скоро е разочарован от Обединена федерална партия (UFP) и новия министър-председател Рой Веленски. На конгрес на партията през 1961 г. той публично осъжда платформа на партията в част от предложенията за нова конституция на Южна Родезия. Смит отхвърля предложението за фиксиране на 15 от 65 места в парламента на Южна Родезия за представители на чернокожото население. Това, според Смит, върви в разрез принципите на федерална партия: „Нашата политика в миналото винаги е била в това, че правителството на Родезия се формира въз основа на заслуги и в това, че никой не трябва да се вълнува дали ти си черен или бял.“  
Политическите възгледи на Смит се основават на родезийския национализъм – представа за англоафриканци като самостоятелна нация (подобно на африканерите в Република Южна Африка), претендиращи за национална независимост и държавен суверенитет. В началото на 1960-те, Смит е последователен и твърд привърженик за провъзгласяване на независимост под ръководството на белите общини. Под негово ръководство предимно от фермери и плантатори се организира кръг от националистически активисти.
Ян Смит напуска Обединената федерална партия в началото на 1962 година и основава Родезийската партия на реформите, която през 1962 г. се обединява с Доминионната партия и получава името Родезийски фронт. Първоначално председател на партията е крупния предприемач в тютюневия бранш Уинстон Филд, който след изборната победа през 1962 г. формира правителство и става министър-председател на Южна Родезия. Умерената позиция на Филд по отношение въпроса за независимостта, предизвиква недоволство сред радикалните родезийски националисти. Група влиятелни политически дейци на Родезийския фронт (RF) се консолидират около Ян Смит, където решаваща финансова и организационна поддръжка оказва тютюневия магнат Босс Лилфорд  За този период Смит в мемоарите си пише с благодарност към Лилфорд за оказаната значителна финансова подкрепа за политическата му дейност. 
През април 1964 г. Ян Смит сменя Уинстън Филд на поста председател на партията RF и е назначен за министър-председател на Южна Родезия. С това той става първият глава на южнородезийското правителство роден в Южна Родезия.
Изборите през 1965 г. партията Родезийски фронт печели с триумфална победа. Предприема се курс към едностранно провъзгласяване на независимост. .

## Премиер на Родезия
На 11 ноември 1965 г. правителството на Ян Смит приема Декларация за едностранно провъзгласяване на независимостта на Южна Родезия от Великобритания. Страната получава наименованието Родезия. През 1970 г. Родезия е провъзгласена за република. Несменяем глава на правителството е Ян Смит. Ключовите постове в правителството заемат негови най-близки сподвижници в ръководството на RF.
Британският премиер от Лейбъристката партия Харолд Уилсън обявява действията на Смит за метеж срещу короната. Левите местни движения на зимбабвийските националисти ZAPU и ZANU не признават провъзгласената родезийска държавност и призовават правителството на Уилсън да използва сила срещу „расисткия режим на Смит“, но такъв вариант на противодействие не е предприет от Министър-председателя Уилсън . Напрегнатите преговори на родезийската делегация на Смит с британската делегация на Харолд Уилсън край брега на Гибралтар на военните кораби Tiger (декември 1966 г.) и Fearless (октомври 1968 г.) не са довели до никакъв резултат .
Родезия е изключена от Британската Общност. По предложение на Лондон, ООН въвежда международни санкции срещу Родезия. Нито една държава в света не признава родезийската независимост. Негативната позиция на международната общност е обоснована на това, че решението за независимост е прието само на основание позицията на бялото население, без равноправното отчитане на мнението на болшинството от чернокожото население. От своя страна, Родезийският фронт и лично Ян Смит, категорично възразяват против „черното управление“, изразявайки мнение, че то ще бъде марксистка диктатура и разрушителен хаос за страната .
Социално-политическият строй в Родезия е смятан за расистки, но той забележимо се отличава от апартейда в ЮАР. Господството на бялото малцинство в Родезия се обезпечава не толкова с административни, колкото с икономически методи, преди всичко с твърд имуществен и образователен ценз, отстраняващ основната маса чернокожи от участие в изборите.
Лидерът на бялото малцинство по време на войната в Южна Родезия.
С течение на времето Смит изправени пред опитите на Великобритания да инсталирате в Родезия силата на черно-голямата част. През 1980 г. изборите (проведени, според много наблюдатели, с груби нарушения на законността) победи партията на Робърт Мугабе. По време на избори Смит официално обяви, че подкрепя Нкомо. Въпреки това, според наблюдатели, в действителност поддържа Мугабе поради антисъветската му ориентация. От 1980 г. лидер на опозицията в Зимбабве. В рамките на следващите пет години влиянието в страната на Родезийския фронт пада, и през 1985 г. Смит подава оставка.

## Семейство
През 1948 г. се жени за Джанет Уотт, овдовяла учителка от Южна Африка. Ян Смит осиновява двете деца на вдовицата Джанет от първия ѝ брак – син Робърт и дъщеря Джин. През 1949 г. от бракът им се ражда син – Алек.